# セシリー・フォン・ジーゲザー
セシリー・フォン・ジーゲザー（Cecily von Ziegesar, 1970年6月27日 - ）は、アメリカ合衆国の小説家。ニューヨークマンハッタン区の私立高校卒業。2002年、ティーン向け小説「ゴシップガール」（gossipgirl) で作家デビュー。
ニューヨークのマンハッタンを中心にティーン（セレブの）私生活を描き出した「ゴシップガール」が米英で大ヒットし大物作家の仲間入りを果たす。現在、同シリーズはアメリカで続編が12巻目に突入している。
日本でも人気の作品であり、セシリー・V・Zの表記で現在11巻目まで出版されている。日本語版の翻訳は『キューティ・ブロンド』等を翻訳した鹿田昌美。そして出版はソニー・マガジンズによってなされている。
その他にも「It Girl」等を著している。

## 経歴
ニューヨーク・マンハッタンにて、ドイツ貴族に起源を持つ家系に生まれる。子供の頃の夢はバレリーナで、3歳でレッスンを始め、8歳でニューヨーク・シティ・バレエ団と提携するスクール・オブ・アメリカン・バレエのオーディションを受けたが不合格であった。10代の頃は、マンハッタンの私立女子高校ナイチンゲール・バムフォード高校へ通っていた。卒業後はコルビー大学へ進学。その後は、ブダペストの地方ラジオ局に1年間勤務した。アリゾナ大学でクリエイティブ・ライティングを学ぶために帰国したが、程なくして中退した。
現在は、夫と子供と共にブルックリン区に暮らしており、猫を2匹飼っている。

### ゴシップガールでデビュー、ベストセラーに
小説
ニューヨークのブック・パッケージング会社アロイ・エンターテインメントで働いている時に、セレブリティの子息の日常を描く「ゴシップガール」の構想を得た。小説シリーズは、2002年に『ニューヨーク・タイムズ』のベストセラー・リストでトップに躍り出た。2005年には、スピンオフ作品"The It Girl" が刊行された。
作中のコンスタンス・ビラード高校は、母校を誇張してモデルとしている。
2011年10月、スピンオフ作品"Psycho Killer" を上梓した。

テレビドラマ
2007年にテレビドラマ化された。シーズン1第1話では365万人いた視聴者が、第2話では255万人ほどまでおよそ100万人以上減ったとされる。残りのエピソードでも増減し、最も多い時が最終回の300万人、最も少なかったのは第11回の180万人だった。
原作小説と比べると、プロットやキャラクターの性格を始めとして、多くの変更点があったことで論争や批評が巻き起こり、原作ファンを失望させた。ABCニュースのインタビューに対して、ジーゲザー本人は気にしていない旨を語った。
2011年初、シーズン5まで延長されることが発表された。5月16日に放送されたシーズン4最終回にジーゲザーがカメオ出演を果たした。

漫画化
2009年12月、出版社エン・プレスが韓国人アーティスト Baek Hye-Kyung の作画でグラフィック・ノベル化を発表した。

## 作品リスト

### ゴシップガール
| #  | 邦題                                           | 原題                         | 刊行年月   | 刊行年月   | 訳者     | 出版社                                             | 備考                 |
| -- | ---------------------------------------------- | ---------------------------- | ---------- | ---------- | -------- | -------------------------------------------------- | -------------------- |
| 1  | ゴシップガール                                 | Gossip Girl                  | 2002年4月  | 2003年3月  | 鹿田昌美 | ソニー・マガジンズ （7巻以降は）ヴィレッジブックス |                      |
| 2  | ゴシップガール 2 恋するセレブ篇                | You Know You Love Me         | 2002年9月  | 2003年9月  | 鹿田昌美 | ソニー・マガジンズ （7巻以降は）ヴィレッジブックス |                      |
| 3  | ゴシップガール 3 セレブなバカンス篇            | All I Want Is Everything     | 2003年5月  | 2004年3月  | 鹿田昌美 | ソニー・マガジンズ （7巻以降は）ヴィレッジブックス |                      |
| 4  | ゴシップガール 4 バレンタインにそわそわ篇      | Because I'm Worth It         | 2003年10月 | 2006年3月  | 鹿田昌美 | ソニー・マガジンズ （7巻以降は）ヴィレッジブックス |                      |
| 5  | ゴシップガール 5 いつも誰かに恋してる篇        | I Like It Like That          | 2004年5月  | 2006年6月  | 鹿田昌美 | ソニー・マガジンズ （7巻以降は）ヴィレッジブックス |                      |
| 6  | ゴシップガール 6 もうすぐ春がやってくる篇      | You're the One That I Want   | 2004年10月 | 2007年1月  | 鹿田昌美 | ソニー・マガジンズ （7巻以降は）ヴィレッジブックス |                      |
| 7  | ゴシップガール 7 卒業だなんて信じられない篇    | Nobody Does It Better        | 2005年5月  | 2007年6月  | 鹿田昌美 | ソニー・マガジンズ （7巻以降は）ヴィレッジブックス |                      |
| 8  | ゴシップガール 8 今夜もパーティは終わらない篇  | Nothing Can Keep Us Together | 2005年10月 | 2007年8月  | 鹿田昌美 | ソニー・マガジンズ （7巻以降は）ヴィレッジブックス |                      |
| 9  | ゴシップガール 9 はじめてのお仕事にパニック篇  | Only in Your Dreams          | 2006年5月  | 2008年4月  | 鹿田昌美 | ソニー・マガジンズ （7巻以降は）ヴィレッジブックス | ゴーストライター執筆 |
| 10 | ゴシップガール 10 愛してるっていいたくて！篇   | Would I Lie To You?          | 2006年10月 | 2008年8月  | 鹿田昌美 | ソニー・マガジンズ （7巻以降は）ヴィレッジブックス | ゴーストライター執筆 |
| 11 | ゴシップガール 11 「私のこと、好きだよね！」篇 | Don't You Forget About Me    | 2007年5月  | 2008年12月 | 鹿田昌美 | ソニー・マガジンズ （7巻以降は）ヴィレッジブックス | ゴーストライター執筆 |
|    | ゴシップガール セリーナとブレアの物語          | It Had To Be You             | 2007年10月 | 2009年6月  | 鹿田昌美 | ソニー・マガジンズ （7巻以降は）ヴィレッジブックス | シリーズの前日譚     |
| 12 |                                                | I Will Always Love You       | 2009年11月 |            |          |                                                    | ゴーストライター執筆 |
|    |                                                | Psycho Killer                | 2011年10月 |            |          |                                                    | シリーズのスピンオフ |

### The It Girl
このシリーズは、ジーゲザーの提案の元、ゴーストライターが執筆している。
1. The It Girl (2005)
2. Notorious (2006)
3. Reckless (2006)
4. Unforgettable (2007)
5. Lucky (2007)
6. Tempted (2008)
7. Infamous (2008)
8. Adored (2009)
9. Devious (2009)
10. Classic (2010)

### Gossip Girl: The Carlyles
このシリーズは、ゴーストライターのアナベル・ヴェストリが執筆しているが、背表紙と表紙にはジーゲザーの名が書かれている。
1. Gossip Girl: The Carlyles (2008)
2. You Just Can't Get Enough (2008)
3. Take A Chance on Me (2009)
4. Love the One You're With (2009)

### Cum Laude
- Cum Laude (2010.6)[9][10]
  - 2011年に"Class" と改題された。